# Lilium distichum
Lilium distichum är en liljeväxtart som beskrevs av Takenoshin Nakai och Kamib. Lilium distichum ingår i släktet liljor, och familjen liljeväxter. Inga underarter finns listade.

## Bildgalleri

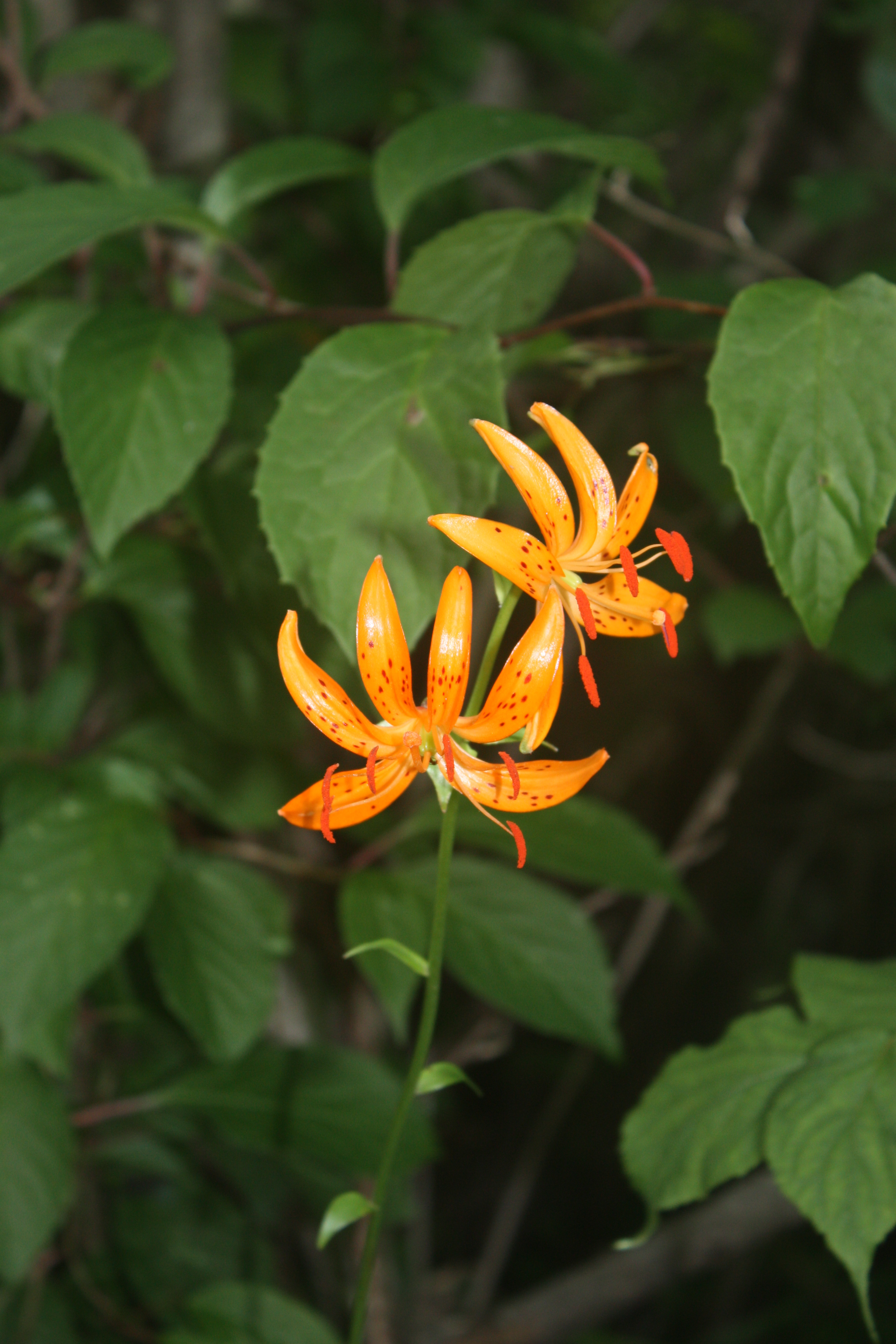